# Тодоровци (област Габрово)
Вижте пояснителната страница за други значения на Тодоровци.
Тòдоровци е село в Северна България, община Габрово, област Габрово.

## География
Село Тодоровци се намира на около 5 km юг-югоизточно от центъра на град Габрово и километър североизточно от неговия южен квартал Любово. Разположено е по билото на едно от северните разклонения на Шипченската планина, в долината южно от което тече малкият десен приток на река Янтра Баландовски дол. Надморската височина в селото варира в интервала 600 – 640 m.
Населението на село Тодоровци намалява от 55 души към 1934 г. до 5 души към 2019 г.
До село Тодоровци води общински път от съседното му на изток село Богданчовци.

## История
Тодоровци съществува като колиби Тодоровци до влизането в сила на 14 юли 1995 г. на Закона за административно-териториалното устройство на Република България и придобива статута на село след тази дата .

## Население
Преброяване на населението през 2011 г.
Численост и дял на етническите групи според преброяването на населението през 2011 г.:
|                     | Численост | Дял (в %) |
| Общо                | 4         | 100,00    |
| Българи             | 4         | 100,00    |
| Турци               | 0         | 0,00      |
| Цигани              | 0         | 0,00      |
| Други               | 0         | 0,00      |
| Не се самоопределят | 0         | 0,00      |
| Неотговорили        | 0         | 0,00      |